# Siba (musicien)
 (novembre 2024).
La mise en forme du texte ne suit pas les recommandations de Wikipédia : il faut le « wikifier ».
Les points d'amélioration suivants sont les cas les plus fréquents. Le détail des points à revoir est peut-être précisé sur la page de discussion.
- Les titres sont pré-formatés par le logiciel. Ils ne sont ni en capitales, ni en gras.
- Le texte ne doit pas être écrit en capitales (les noms de famille non plus), ni en gras, ni en italique, ni en « petit »…
- Le gras n'est utilisé que pour surligner le titre de l'article dans l'introduction, une seule fois.
- L'italique est rarement utilisé : mots en langue étrangère, titres d'œuvres, noms de bateaux, etc.
- Les citations ne sont pas en italique mais en corps de texte normal. Elles sont entourées par des guillemets français : « et ».
- Les listes à puces sont à éviter, des paragraphes rédigés étant largement préférés. Les tableaux sont à réserver à la présentation de données structurées (résultats, etc.).
- Les appels de note de bas de page (petits chiffres en exposant, introduits par l'outil «  Source ») sont à placer entre la fin de phrase et le point final[comme ça].
- Les liens internes (vers d'autres articles de Wikipédia) sont à choisir avec parcimonie. Créez des liens vers des articles approfondissant le sujet. Les termes génériques sans rapport avec le sujet sont à éviter, ainsi que les répétitions de liens vers un même terme.
- Les liens externes sont à placer uniquement dans une section « Liens externes », à la fin de l'article. Ces liens sont à choisir avec parcimonie suivant les règles définies. Si un lien sert de source à l'article, son insertion dans le texte est à faire par les notes de bas de page.
- La présentation des références doit suivre les conventions bibliographiques. Il est recommandé d'utiliser les modèles {{Ouvrage}}, {{Chapitre}}, {{Article}}, {{Lien web}} et/ou {{Bibliographie}}. Le mode d'édition visuel peut mettre en forme automatiquement les références.
- Insérer une infobox (cadre d'informations à droite) n'est pas obligatoire pour parachever la mise en page.

Pour une aide détaillée, merci de consulter Aide:Wikification.
Si vous pensez que ces points ont été résolus, vous pouvez retirer ce bandeau et améliorer la mise en forme d'un autre article.
 (novembre 2024).
Pour les articles homonymes, voir Siba.
Sérgio Roberto Veloso de Oliveira, né à Recife au Brésil le 16 février 1969, mieux connu sous son nom de scène Siba, est un chanteur et compositeur brésilien.

## Biographie
Il commence sa carrière en 1992, en jouant de la guitare et du violon dans le groupe Mestre Ambrósio, l'un des pionniers du mouvement Manguebeat. En 1997, il compose Baile catingoso, inclus dans la bande originale du film Baile Perfumado.
En 2002, avec la fin de Mestre Ambrósio, il part vivre à Nazaré da Mata et forme le groupe Fuloresta do Samba, composé de musiciens de la Zona da Mata de Pernambuco.
Dans la Zona da Mata, il se lance tête baissée dans le ciranda et le maracatu de baque Loose, avec lesquels il avait déjà des affinités et dont il est devenu un maître ("mestre"). En partenariat avec l'un des plus grands noms du maracatu rural, Mestre Barachinha, Siba sort en 2003 un album entièrement dédié à ce genre de culture populaire : No Baque Solto Só.
En 2007, toujours avec Fulesta, il sort Toda Vez que Eu Dou Um Passo o Mundo Sai do Lugar.
En 2009, en partenariat avec le guitariste, chanteur, compositeur et chercheur Roberto Corrêa, il sort l'album Violas de Bronze. Sur cet album, en plus de chanter et de jouer du violon, il démontre sa maîtrise de la rabeca (violon brésilien).
En 2012, il sort son album solo Avante, dans lequel il recherche un son plus électrique, produit par le guitariste Fernando Catatau, du groupe Cidadão Instigado.
Il sort ensuite l'album Coruja Muda.
Il a joué en France (festival Banlieues Bleues),. Son disque Avante a été distribué hors du Brésil par le label anglais Mais Um Discos,. Son titre "Vale do Juca" été repris par le groupe Meta Meta.

## Discographie

### Solo
- 2012 - Avante
- 2015 - De Baile Solto
- 2019 - Coruja Muda

### Avec Mestre Ambrósio
- 1996 - Mestre Ambrósio
- 1996 - Baile Perfumado
- 1997 - Fuá na casa de Cabral
- 1999 - Baião de Viramundo - Tributo a Luiz Gonzaga
- 1999 - Songbook de Chico Buarque
- 2001 - Terceiro Samba

### Siba e a Fuloresta
- 2002 - Fuloresta do Samba
- 2007 - Toda Vez Que eu Dou Um Passo o Mundo Sai do Lugar
- 2009 - Canoa Furada (EP)
- 2018 - Sessões Selo Sesc #2: Siba e a Fuloresta